# سورن بارسقیان (فرد نظامی)
سورن می‌شایی بارسقیان (ارمنی: Սուրեն Միշայի Բարսեղյան؛ ۱۱ ژوئن ۱۹۶۷) فرد نظامی اهل ارمنستان-جمهوری آرتساخ است.

## زندگی‌نامه
وی در ۱۱ ژوئن ۱۹۶۷ در ایروان به دنیا آمد . وی همچنین برنده جوایزی همچون قهرمان آرتساخ و مدال عقاب طلایی شد.